# Zborul 6895 al Iran Aseman Airlines
Pe data de 24 august 2008, un avion al companiei iraniene Aseman, s-a prăbușit la puțin timp după decolare de pe Aeroportul Manas din Bișkek, Kârgâzstan. Avionul trebuia să ajungă în capitala Iranului, Teheran. Bilanțul victimelor indică 68 de morți. Există un număr de 22 de supraviețuitori al catastrofei aviatice.